# Insula Norfolk
Insula Norfolk (engleză Norfolk Island, norfuk: Norfuk Ailen) este o insulă din partea sud-vestică a Oceanului Pacific, teritoriu australian.
Majoritatea locuitorilor sunt urmași ai răsculaților de pe Bounty, mutați aici, în 1856, de pe insula Pitcairn. Centrul administrativ este orașul Kingston (aproximativ 1000 locuitori).

## Geografie

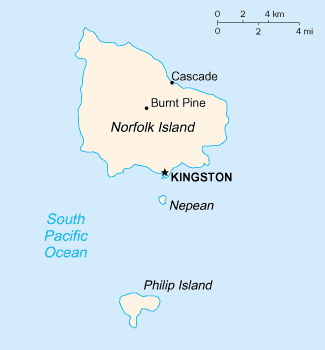
Insula Norfolk

Insula Norfolk, situată la 1676 km nord-est de Sydney (Australia), este o insulă de natură vulcanică (curgeri de lavă bazaltică), având în vecinătatea țărmului sudic două insule mai mici, nelocuite, Philip (de asemenea vulcanică, altitudinea max. 275 m) și Nepean (calcaroasă). Relieful insulei Norfolk este relativ accidentat, cu altitudinea medie de aprox. 110 m și două culmi ce trec de 300 m (Mount Pitt 318 m, Mount Bates 319 m). Cu excepția cîtorva areale, între care Kingston (în sud) și Cascade (în nord), țărmul insulei este dominat de abrubturi stîncoase. Climă subtropicală-oceanică, cu temperatura medie anuală de 15 grade și precipitații ce depășesc 1300mm/an. Frecvente taifunuri, îndeosebi în perioada mai-ului. Din vegetația variată se evidențiază pinul de Norfolk (o variantă de Araucaria), ce poate atinge înălțimi de 60 m și un diametru de 3 m, iar din faună liliecii, păsările marine și broaștele țestoase.

## Istorie
Descoperită de James Cook în 1774, insula este colonie penitenciară britanică între 1788-1814 și 1825-1855. Este abandonată în 1855, pentru ca, un an mai târziu, să fie repopulată cu 194 de emigranți din insula Pitcairn. Este administrată ca o colonie separată pînă în 1897, cînd devine teritoriu dependent de statul australian New South Wales. Din 1913, când guvernul australian a preluat controlul asupra insulelor, populația și-a exprimat în repetate rînduri dorința de autoguvernare. Legea privind insula Norfolk, din 1979, menține autoritatea guvernului australian asupra insulelor, dar stabilește puteri legislative și executive proprii pentru insulei. Prevederile legale din 1985 și 1988 vin să lărgească puterea organelor locale. Potrivit Legii din 1979, teritoriul este condus de un Administrator, numit de guvernatorul general al Australiei, care acționează ținând seama de recomandările Consiliului Executiv. Puterea legislativă este exercitată de Adunarea Legislativă, formată din 9 membri, aleși prin vot universal, pentru un mandat de 3 ani.